# Aphanogmus unifasciatus
Aphanogmus unifasciatus är en stekelart som beskrevs av Alan Parkhurst Dodd 1914. Aphanogmus unifasciatus ingår i släktet Aphanogmus och familjen pysslingsteklar. Inga underarter finns listade i Catalogue of Life.